# Castillo de Lamas
El Castillo de Lamas es un edificio ubicado en la ciudad de Lamas, provincia de Lamas, en el departamento de San Martín. Su promotor es el arquitecto y emprendedor italiano, Nicola Felice. Los frescos del interior los ha realizado el artista local Geens Archentti.

## Galería

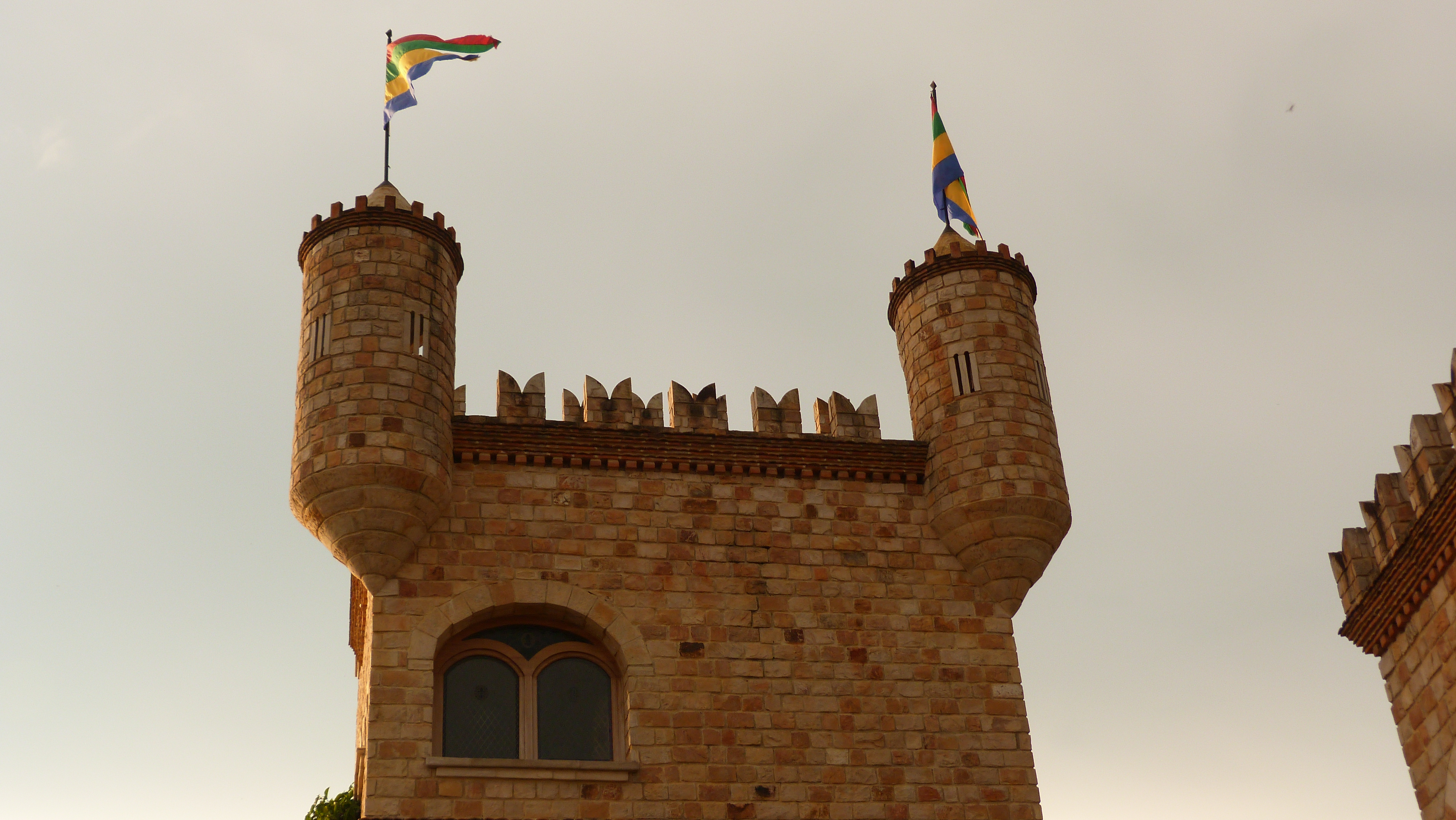
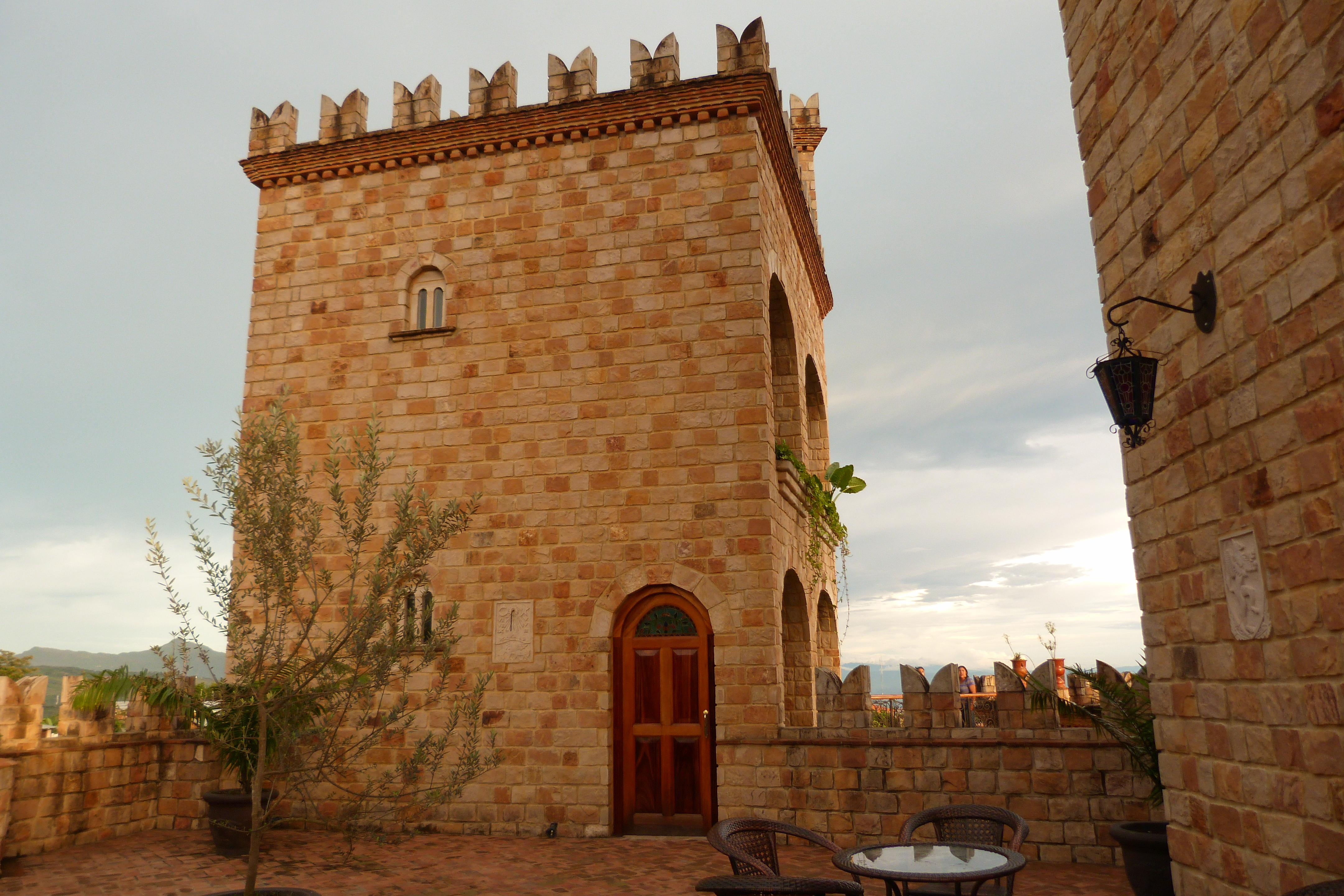
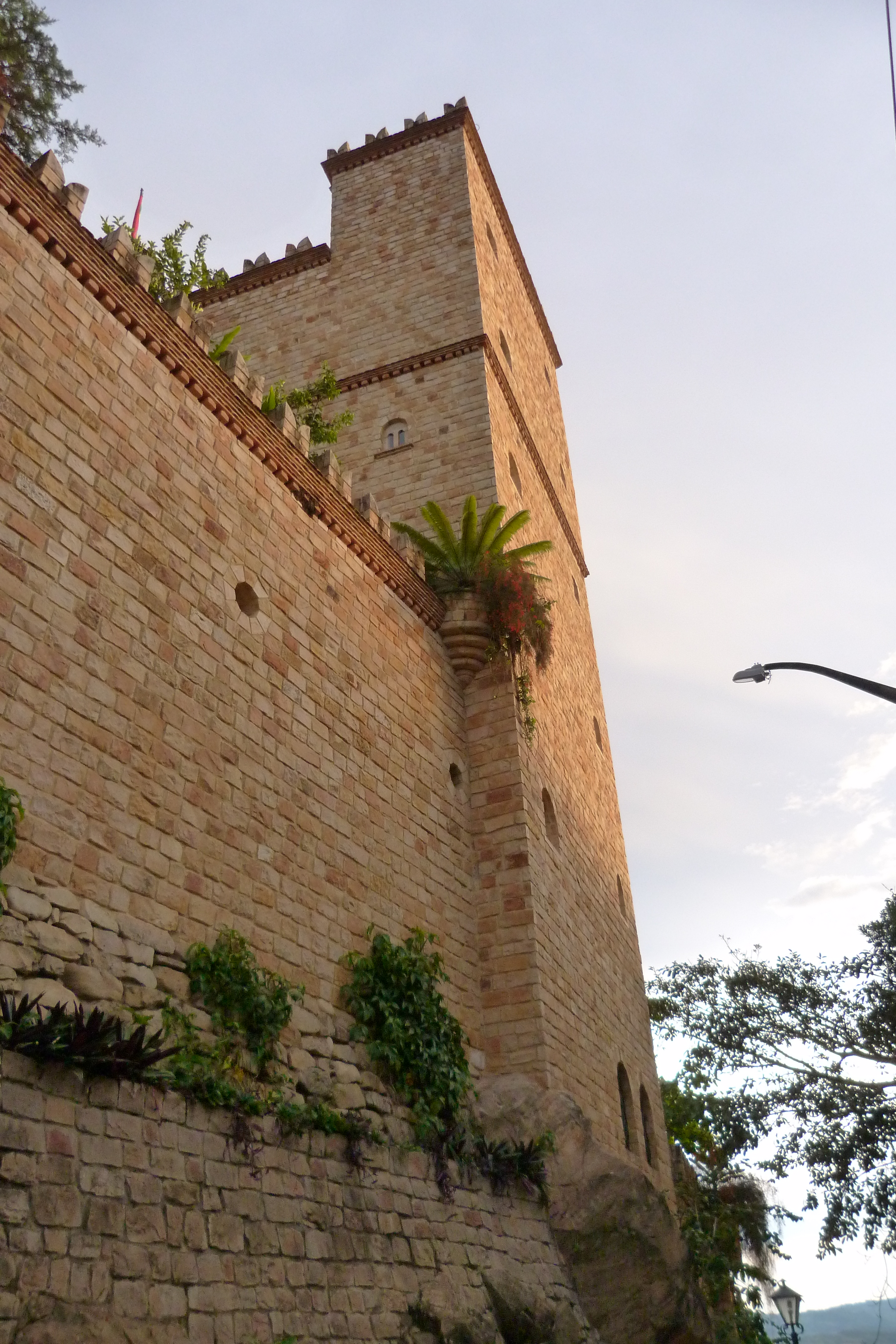